# Thermopsideae
Thermopsideae es una tribu de plantas  perteneciente a la subfamilia Faboideae dentro de la familia Fabaceae.

## Géneros
- Ammopiptanthus - Anagyris - Baptisia - Pickeringia - Piptanthus - Thermopsis